# 안니우스 씨족

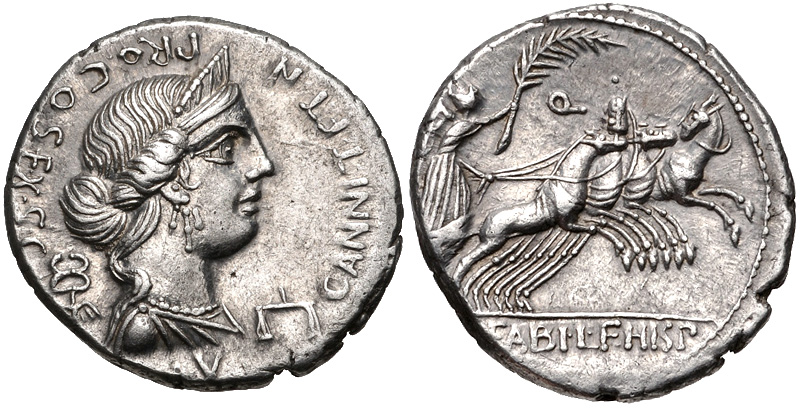
세르토리우스와 맞서던 시기인 기원전 31년에 주조된 가이우스 안니우스의 데나리우스. 반대 편엔 안나 파렌나가 묘사되어 있다.

안니우스 씨족(gens Annia)은 고대 로마의 플레브스 가문이다. 리비우스는 기원전 340년에 로마 식민도시 세티아의 법무관 루키우스 안니우스를 언급했고, 그 외의 안니우스 일족들은 이 시기 로마에서 언급됐다. 이 씨족 출신들은 제2차 포에니 전쟁 때부터 여러 공직 출신자들을 배출해냈으며, 티투스 안니우스 루스쿠스는 기원전 153년에 집정관직을 맡았다. 서기 2세기에는, 제국을 호령했는데 마르쿠스 아우렐리우스가 이 일족 출신이었다.

## 기원
안니우스 일족들은 자신들이 가이우스 안니우스 루스쿠스의 주화에 묘사된, 디도의 자매인 여신 안나 페렌나의 후손들이라 주장한다. 안니우스의 노멘은 Chase에 의하면 피켄테스족을 기원으로 한 것으로 분류되었으며, 반면 역사 (기원전 340년)에 등장한 안니우스 출신의 첫 인물은 기원전 382년에 로마에 정복된, 본래 볼스키족의 도시인 세티아의 법무관이었다. 피켄테스족과 볼스키족 모두 움브리아어를 구사했는데, 띠라서 안니우스 일족은 라틴족 출신의 식민 이주민 출신보다는 옛 볼스키 가문 출신일지도 모른다. 안니우스라는 성씨를 가진 한 원로원 의원이 한 세대 뒤에 기록되기 때문에 씨족은 곧 시민권을 획득한 것으로 보인다.

## 프라이노멘
로마에 자리잡은 안니우스 씨족의 주요 가문들은 티투스, 마르쿠스, 루키우스, 가이우스 등의 프라이노멘을 사용했다. 다른 프라이노멘들도 드물게 있었으며, 제정 시대에 들어 일부 안니우스 출신들은 아피우스를 사용했는데, 이 이름은 주로 클라우디우스 씨족과 연관된 흔치 않은 프라이노멘이었다.

## 분가와 코그노멘
공화정 시기 다수의 안니우스 출신들은 코그노멘이 없이 태어났다. 안니우스 씨의 주요 가문은 '게츰스레한 눈' 혹은 '짝눈'을 뜻한 '루스쿠스'라는 코그노멘이 붙었다. 이 가문의 한 인물은 '루푸스'라는 추가적인 성을 갖고 태어났으며, 그가 가진 적발을 나타낸 것으로 추정한다.  다양한 성들이 안니우스 출신 인물들 각각에 붙여졌으며, 이 중에는 당나귀를 뜻하는 '아시누스'(asinus)의 약칭인 '아셀루스', 통통함을 뜻하는 '바수스', 킴브리족의 지칭어 중 하니인 '킴베르', 상서로움을 뜻하는 '파우스투스', 갈리아인 혹은 어린 수탉을 뜻하는 '갈루스', 윤내는 사람을 뜻하는 '폴리오' 등이 있었다.  가끔식 안니우스 일족의 코그노멘으로 묘사되는 '벨리에누스' 혹은 '빌리에누스'는 사실상 별도의 씨족이며, 그럼에도 키케로가 '가이우스 안니우스 벨리에누스'를 언급하기는 하지만 이름 속의 벨리에누스라는 성씨가 실제로 안니우스 씨족에 속했는지는 확실치 않다.

## 인물
이 목록은 축약된 '프라이노멘'을 포함하며, 자세한 내용은 로마식 작명법 참조

### 안니우스 루스쿠스
- 마르쿠스 안니우스 (루스쿠스) - 기원전 218년에 갈리아 키살피나에 식민 도시들을 세운 삼두 정치관 중 한 명으로, 보이족의 갑작스러운 봉기로 무티나로 피난을 갔다.[11]
- 티투스 안니우스 M. f. 루스쿠스 - 기원전 172년에 페르세우스에게 사절단을 보냈고, 169년에 아퀼레이아의 식민 도시를 발전시킨 삼두정치관이었다.[12]
- 티투스 안니우스 T. f. M. n. 루스쿠스 - 기원전 153년의 집정관으로, 133년에 티베리우스 그라쿠스에 반대했던 연설가였다.[13]
- 티투스 안니우스 T. f. T. n. 루스쿠스 - '루푸스'라는 성이 있던 인물로 기원전 128년의 집정관이었다.[14]
- 가이우스 안니우스 T. f. T. n. 루스쿠스 - 기원전 108년 유구르타 전쟁 기간 메텔루스 누미디쿠스 지휘 하 렙티스 마그나 수비대의 지휘관이었고, 이후 81년에 세르토리우스에 대항하여 술라가 파병시켜, 카르타고 노바로 퇴각하게끔 만들었다.[15][16]
- 안니아 T. f. T. n. - 가이우스 파피우스 켈수스의 아내이자 티투스 안니우스 밀로의 어머니.[17]
- 티투스 안니우스 T. f. 밀로 - 켈수스와 안니아의 아들로, 조부인 티투스 안니우스 루스쿠스가 입양하여, 현재의 이름을 갖게 됐다. 그는 기원전 57년의 호민관이었고, 푸블리우스 클로디우스 풀케르의 확고한 반대자가 되었으며, 결국에 그를 죽게 하며 52년에 키케로에게 완전치 못한 변호를 받았다.[17]

### 안니우스 벨리에누스
- 루키우스 안니우스 C. f. 벨리에누스 - 기원전 105년의 법무관으로, 가이우스 마리우스 휘하에서 유구르타 및 보쿠스와의 전쟁 기간 활약했다.[18][19]
- 가이우스 안니우스 벨리에누스 - 기원전 74년경 갈리아 나르보넨시스에서 마르쿠스 폰테이우스 군단의 레가투스였다.[20]
- 루키우스 안니우스 벨리에누스 -  루키우스 세르기우스 카틸리나의 숙부로, 술라에게 퀸투스 루크레티우스 아펠라를 죽이라 명령 받아, 기원전 64년에 이를 실행했다.[21]
- 루키우스 안니우스 벨리에누스 - 기원전 44년 카이사르 살인 사건 이후 그의 자택이 불탔다.[22]

### 안니우스 폴리오
- 가이우스 안니우스 (폴리오) - 폴리오의 아버지로, 풀어준 해방 노예의 납골당에서 확인되었다. 기원전 9년의 '트리움비르 모네탈리스'였던 안니우스 일족 인물일 수 있다.[23]
- 가이우스 안니우스 C. f. 폴리오 - 원로원 의원으로, 풀어준 해방 노예의 납골당에서 확인되었다. 21년 혹은 22년에 집정관이었던 가이우스 안니우스 폴리오의 아버지로 여겨진다.[24] 기원전 9년의 '트리움비르 모네탈리스'였던 안니우스 일족 인물일 수 있다.[23]
- 가이우스 안니우스 C. f. C. n. 폴리오 - 서기 21년이나 22년의 보좌 집정관이다. 티베리우스 재위 기간 반역 혐의로 기소됐다.[25][26]
- 가이우스 안니우스 C. f. C. n. 폴리오 - 21년 혹은 22년의 집정관의 아들로, 이 인물 자체도 서기 66년에 보좌 집정관을 지냈다. 네로 황제의 친우로, 가이우스 칼푸르니우스 피소의 암살 공모에 참여한 혐의로 기소되어 추방을 당했다.[27]
- 안니아  C. f. C. n. - 서기 21년 혹은 22년의 집정관의 딸이자 아트라티누스의 아내로,[28] 이 아트리아니누스는 셈프로니우스 아트라니누스 또는 89년에 집정관을 지낸 마르쿠스 아시니우스 아트라티누스로 추정한다.
- 루키우스 안니우스 C. f. C. n. 비니키아누스 - 서기 21년 혹은 22년의 집정관의 또 다른 아들이며, 칼리굴라 암살에 관여된 자 중 한 명이다.[29]
- (루키우스) 안니우스 L. f. C. n. 비니키아누스 - 칼리굴라 암살 공모자의 아들로, 네로 암살 공모에 관여했다.
- (가이우스) 안니우스  L. f. C. n. 폴리오 - 칼리굴라 암살 공모자의 아들이자 마르키아 세르빌리아의 남편이다.

### 안니우스 갈루스
- 아피우스 안니우스 갈루스 - 서기 67년의 보좌 집정관으로, 오토와 베스파시아누스 황제 휘하의 로마 장군이었다.
- 아피우스 안니우스 (Ap. f.) 트레보니우스 갈루스 - 서기 67년에 집정관을 지낸 아피우스 안니우스 갈루스의 아들로 추정하며, 108년에 집정관을 지냈다.[30]
- 아피우스 안니우스 Ap. f. (Ap. n.) 트레보니우스 갈루스 - 서기 139년의 집정관.[31][32] 아래 두 인물의 아버지이다:
- 아피우스 안니우스 Ap. f. Ap. n. 아틸리우스 브라두아 -서기 160년의 집정관.[31][32][33]
- 아피아 안니아 Ap. f. Ap. n. 레길라 아틸리아 카우키디아 테르툴라 - 아스파시아 안니아 레길라로 더 잘 알려져 있으며, 서기 139년의 집정관의 딸로, 헤로데스 아티쿠스와 혼인했다.[30][31]

### 안니우스 베루스
- 마르쿠스 안니우스 베루스 - 히스파니아 혈통의 원로원 의원으로, 마르쿠스 아우렐리우스 황제의 증조부이다.
- 마르쿠스 안니우스 M. f. 베루스 - 마르쿠스 아우렐리우스의 조부로, 도미티아누스 재위 어느 시기 한 차례, 그리고 하드리아누스 재위 시절인 121년과 126년에 두 차례 집정관직을 수행했다.
- 안니아 M. f. M. n. 갈레리아 파우스티나 - 파우스티나 마이오르 또는 대 파우스티나로 더 잘알려져 있으며, 안토니누스 피우스의 아내이자 서기 138년부터 140년까지 로마의 황후였다. 마르쿠스 아우렐리우스가 조카였다.
- 마르쿠스 안니우스 M. f. M. n. 리보 - 마르쿠스 아우렐리우스의 숙부로, 서기 128년과 161년에 집정관이었다.
- 마르쿠스 안니우스 M. f. M. n. 베루스 - 마르쿠스 아우렐리우스의 아버지로, 법무관을 지냈으며, 서기 124년경에 자녀들이 아버지의 손에 자라게 내버려둔 체 갑작스럽게 죽고 말았다.
- 마르쿠스 안니우스 M. f. M. n. 리보 - 마르쿠스 안니우스 리보의 아들로, 서기 128년과 161년의 집정관으로, 162년에 시리아 속주의 총독으로 지냈다.
- 안니아 M. f. M. n. 푼다니아 파우스티나 - 마르쿠스 안니우스 리보의 딸로, 서기 128년과 161년에 집정관이며, 티투스 폼포니우스 프로쿨루스 비트라시우스 폴리오와 혼인했다. 이후에 그녀는 친척인 콤모두스 황제의 명으로 살해당하였다.
- 마르쿠스 안니우스 M. f. M. n. 베루스 - 서기 161년부터 180년까지 마르쿠스 아우렐리우스라는 이름으로 황제로 군림.
- 안니아 M. f. M. n. 코르니피키아 파우스티나 - 마르쿠스 아우렐리우스의 여동생.
- 마르쿠스 안니우스 베루스 카이사르 - 마르쿠스 아우렐리우스의 열 두 번째 아들.
- 안니아 파우스티나 - 안니아 코르니피키아 파우스티나의 손녀.
- 안니아 아우렐리아 파우스티나 - 안니아 파우스티나의 딸로, 엘라가발루스 황제와 혼인했다.

### 그 외
- 루키우스 안니우스 - 기원전 340년 세티아의 법무관으로, 라틴족들에게도 동일한 권리를 요구했다.
- 루키우스 안니우스 - 기원전 307년의 원로원 의원으로, 감찰관들에 의하여 원로원에서 추방됐다.[34][35]
- 안니우스 - 해방 노예이며, 전해진 바에 따르면 기원전 304년의 귀족 조영관인 그나이우스 플라비우스의 아버지라고 한다.[36][37]
- 가이우스 안니우스 C. f. - 기원전 3세기의 재무관 혹은 법무관.[38][39]
- 안니우스 - 기원전 216년에 로마로 보내진 캄파니아의 대사로, 집정관 중 한 명은 캄파니아인이 되어야 한다고 요구했다.[40][41]
- 가이우스 안니우스 C. f. - 기원전 135년의 원로원 의원.[42]
- 루키우스 안니우스 L. f. - 기원전 135년의 원로원 의원.[42]
- 가이우스 안니우스 C. f. - 기원전 129년의 원로원 의원으로, 카밀리아 '트리부스' 출신의 135년의 가이우스 안니우스와 혼동을 주의해야 하며, 129년의 원로원 의원은 아르니엔시스 트리부스 출신이다.[43]
- 마르쿠스 안니우스 P. f. - 기원전 119년경 마케도니아의 재무관으로, 선임 법무관 섹스투스 폼페이우스를 살해한 켈트족들을 상대로 승리를 거뒀다.[44][45]
- 루키우스 안니우스 - 기원전 110년의 호민관으로, 135년의 원로원 의원 루키우스 안니우스의 아들일 수 있으며, 다음 해에도 호민관직을 계속하길 바랐으나 동료들의 저항에 막히고 말았다.[46]
- 푸블리우스 안니우스 - 기원전 87년의 트리부누스 밀리투스로, 연설가 마르쿠스 안토니우스를 살해하여 그의 머리를 마리우스에게 바쳤다.[47][48]
- 안니아 - 기원전 84년에 사망한 루키우스 코르넬리우스 킨나의 아내로, 후에 마르쿠스 푸피우스 피소 프루기 칼푸르니아누스와 재혼하나 술라가 킨나와의 결혼 전적 때문에 이혼시킨다.[49]
- 푸블리우스 안니우스 아셀루스 - 원로원 의원으로, 기원전 75년에 딸을 유일한 상속인으로 둔 채 죽고 말았다. 그의 재산은 법무관 베레스가 차지했다. 그는 바로 직전 시칠리아의 재무관이기도 했다.[50][51][52]
- 퀸투스 안니우스 킬로 - 원로원 의원으로, 기원전 63년 카탈리나의 공모자 중 한 명이었다.[53]
- 루키우스 안니우스 - 기원전 50년 이전 시칠리아의 재무관이었다.[51]
- 섹스투스 안니우스 - 기원전 50년 이전 시칠리아의 재무관이었다.[51]
- 퀸투스 안니우스 - 기원전 43년과 36년 사이 시칠리아의 섹스투스 폼페이우스의 관료였다.[54]
- 가이우스 안니우스 킴베르 - 기원전 43년에 마르쿠스 안토니우스의 지지자.
- 안니우스 파우스투스 - 기사 계급 인물로, 네로 재위 동안 정보원 중 한 명으로, 서기 69년에 비비우스 크리스푸스의 고발로 원로원에 사형 판결을 받았다.[55]
- 마르쿠스 안니우스 아프리누스 - 서기 66년의 보좌 집정관.
- 안니우스 바수스 - 서기 70년 마르쿠스 안토니우스 프리무스 휘하 군단 지휘관이었다.[56]
- 푸블리우스 안니우스 플로루스 - 도미티아누스부터 하드리아누스 시기의 시인 및 수사학자이며, 'Vergilius orator an poeta'라는 제목의 대화체 작품을 썼다. 그는 역사가 안나이우스 플로루스와 동일 인물일 수도 있다.[57]
- 루키우스 안니우스 아리아누스 - 서기 243년의 집정관.

## 참고 문헌
- 키케로, In Verrem, Philippicae, Pro Fonteio.
- 살루스티우스, Bellum Jugurthinum (The Jugurthine War), Bellum Catilinae (The Conspiracy of Catiline).
- 리비우스, '로마사'.
- 마르쿠스 벨레이우스 파테르쿨루스, Compendium of Roman History.
- 발레리우스 막시무스, Factorum ac Dictorum Memorabilium (Memorable Facts and Sayings).
- 퀸투스 아스코니우스 페디아누스, Commentarius in Oratio Ciceronis In Toga Candida (Commentary on Cicero's Oration In Toga Candida).
- 타키투스, '편년사', '동시대사'.
- 플루타르코스, '플루타르코스 영웅전'.
- 아울루스 겔리우스, Noctes Atticae (Attic Nights).
- Dictionary of Greek and Roman Biography and Mythology, William Smith, ed., Little, Brown and Company, Boston (1849).
- 테오도르 몸젠 et alii, Corpus Inscriptionum Latinarum (The Body of Latin Inscriptions, abbreviated CIL), Berlin-Brandenburgische Akademie der Wissenschaften (1853–present).
- 빌헬름 디텐베르거, Sylloge Inscriptionum Graecarum (Collection of Greek Inscriptions, abbreviated SIG), Leipzig (1883).
- 에르네스트 바블롱, Description historique et chronologique des monnaies de la République romaine, Rollin et Feuardent, Paris (1885).
- George Davis Chase, "The Origin of Roman Praenomina", in Harvard Studies in Classical Philology, vol. VIII, pp. 103–184 (1897).
- 해럴드 매팅리, Edward Allen Sydenham, C. H. V. Sutherland et alii, The Roman Imperial Coinage, London (1923–1984).
- T. Robert S. Broughton, The Magistrates of the Roman Republic, American Philological Association (1952–1986).
- 로널드 사임, "Missing Senators", Historia: Zeitschrift für Alte Geschichte, Bd. 4, H. 1 (1955), pp. 52–71.
- Robert K. Sherk, "The Text of the Senatus Consultum De Agro Pergameno", in Greek, Roman, and Byzantine Studies, vol. 7, pp. 361–369 (1966).
- 마이클 크로포드, Roman Republican Coinage, Cambridge University Press (1974, 2001).
- John C. Traupman, The New College Latin & English Dictionary, Bantam Books, New York (1995).
- 앤서니 R. 벌리, The Roman Government of Britain, Oxford University Press (2005).
- Sarah B. Pomeroy, The Murder of Regilla: a Case of Domestic Violence in Antiquity, Harvard University Press (2007).